# Épaney

Épaney este o comună în departamentul Calvados, Franța. În 1 ianuarie 2022 avea o populație de 495 de locuitori.